# پسر آینده کانن
پسر آینده کانن (به انگلیسی: Future Boy Conan) یک مجموعه انیمه علمی تخیلی پسا آخرالزمانی ژاپنی است که در ۴ آوریل تا ۳۱ اکتبر ۱۹۷۸ در سراسر ژاپن از کانال تلویزیونی NHK General پخش شد. عنوان رسمی انگلیسی که توسط Nippon Animation استفاده شده‌است، کانن، پسری در آینده (به انگلیسی: Conan, The Boy in Future) است. این مجموعه اقتباسی از رمان جزر و مد باورنکردنی در سال ۱۹۷۰ نوشته الکساندر کی است.
یک مجموعه اسپین آف، پسر آینده کانن: ماجراجویی تاینگا (به انگلیسی: Future Boy Conan II: Taiga Adventure)، از ۱۶ اکتبر ۱۹۹۹ تا ۱ آوریل ۲۰۰۰ در ۲۴ قسمت از شبکه تلویزیونی تی‌بی‌اس پخش شد. هیچ‌یک از کارکنان اصلی اصلی روی این مجموعه کار نکردند و از نظر داستان هیچ ارتباطی با داستان اصلی ندارد.